# Cantón de Bourg-Argental
El cantón de Bourg-Argental era una división administrativa francesa, que estaba situada en el departamento de Loira y la región de Ródano-Alpes.

## Composición
El cantón estaba formado por ocho comunas:
- Bourg-Argental
- Burdignes
- Colombier
- Graix
- La Versanne
- Saint-Julien-Molin-Molette
- Saint-Sauveur-en-Rue
- Thélis-la-Combe

## Supresión del cantón de Bourg-Argental
En aplicación del Decreto n.º 2014-260 de 26 de febrero de 2014, el cantón de Bourg-Argental fue suprimido el 22 de marzo de 2015 y sus 8 comunas pasaron a formar parte del nuevo cantón de Le Pilat.